# Скрабске
Скрабске (слч. Skrabské) насељено је мјесто са административним статусом сеоске општине (слч. obec) у округу Вранов на Топлој, у Прешовском крају, Словачка Република.

## Становништво
| Година:    | 1994. | 2004.    | 2014.   | 2024.   |
| ---------- | ----- | -------- | ------- | ------- |
| Број људи: | 638   | 733      | 786     | 773     |
| Разлика:   |       | +14,89 % | +7,23 % | -1,65 % |

| Година:    | 2023. | 2024.   |
| ---------- | ----- | ------- |
| Број људи: | 756   | 773     |
| Разлика:   |       | +2,24 % |

Према подацима о броју становника из 2024. године насеље је имало 773 становника.